# Goon
Goon (Os Brutamontes no Brasil) é um filme de comédia e drama estadunidense de 2011, estrelado por Seann William Scott, dirigido por Michael Dowse e escrito por Jay Baruchel e Evan Goldberg. O filme é baseado no livro Goon: The True Story of an Unlikely Journey into Minor Legaue Hockey, de Adam Frattasio e Doug Smith. Nos créditos do filme podem ser vistas cenas de Doug Smith, no decorrer de sua carreira.

## Elenco
- Seann William Scott como Doug "The Thug" Glatt
- Wyatt Russell como Anders Cain
- Liev Schreiber como Ross "The Boss" Rhea
- Alison Pill como Eva
- Jay Baruchel como Pat
- Marc-André Grondin como Xavier Laflamme
- Eugene Levy como Dr. Glatt
- David Paetkau como Ira Glatt
- Kim Coates como Treinador Ronnie Hortense
- Richard Clarkin como Gord Ogilvey
- Jonathan Cherry como Goalie Marco "Belchie" Belchior
- Ricky Mabe como John Stevenson
- Georges Laraque como Huntington
- Curt Keilback como Rod McCaudry